# Памятник Льву Толстому (Тула)
Памятник Льву Толстому — памятник русскому писателю Льву Толстому, уроженцу Тульской губернии, установленный в Туле. Находится на центральной улице Тулы — проспекте Ленина. Памятник изготовлен по заказу администрации города московским мастером В. И. Буякиным. Открытие состоялось 9 сентября 1973 года, в день 145-летия со дня рождения Льва Толстого. Летом 2008 года была произведена реставрация памятника и сквера возле него.